# Chiesa di San Giovanni in Jerusalem
La chiesa di San Giovanni in Jerusalem è un luogo di culto cattolico facente parte del complesso del castello della Magione a Poggibonsi in provincia di Siena.

## Storia

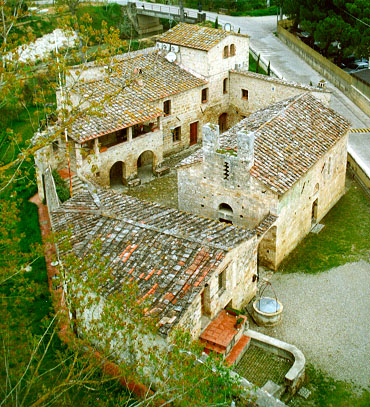
La chiesa all'interno del complesso del Castello della Magione

La chiesa è situata poco oltre l'attraversamento della via Francigena del torrente Staggia. Un ponte sul torrente Staggia appare citato nel 1068 nell'atto di conferma a Widrico, abate di Martùri, da parte di papa Alessandro II; in seguito papa Innocenzo II concesse, nel 1134, all'abate di Marturi, anche uno spedale situato vicino al medesimo ponte. Non è chiaro se si trattasse degli edifici della Magione, termine che compare solo il 5 settembre 1140 in un atto di donazione sempre verso l'abbazia. Nel 1191 lo spedale è definito Hospitale situm ad pontem Bonici secis stratam quando viene donato dal rettore Pietro a Roberto, maestro dell'ospedale gerosolimitano di Pisa. Dal 1192 risulta che il complesso fosse tenuto a pagare una tassa alla curia romana che ne aveva anche il controllo. Tale controllo finì nel 1228 quando lo spedale, comprensivo dei suoi beni e della chiesa, ritornò sotto il controllo della badia di Martùri grazie ad una bolla di papa Gregorio IX.
Tra la fine del XIII e l'inizio del XIV secolo lo spedale è chiamato Hospitale Sancti Iohannis de Podioboniççi; aveva l'esenzione dal pagamento delle decime ed era abitato dai cavalieri templari, come conferma l'iscrizione posta sopra una sua campana (oggi fusa) e da una lapide sepolcrale in seguito trasferita nella chiesa di Megognano. Dopo la soppressione dell'ordine templare, l'ospedale della Magione divenne possesso dei Cavalieri Ospitalieri. Oltre a questo esisteva un'altra mansione gerosolimitana nella zona, ed era quella di Santa Maria Maddalena a Calcinaia che ancora il 10 ottobre 1383 era attiva. Nel 1599 tra le proprietà dello spedale gerosolimitano di Pisa risulta una osteria a San Giovanni in Calcinaia su la strada romana con 10 stanze e orto confinante con va per San Francesco, da identificarsi con l'ospedale della Magione che nel 1752 era ancora in funzione per il ricovero dei poveri e dei pellegrini. In quel periodo il complesso venne ceduto ai privati tra cui la famiglia Corsini.
Nel 1758 l'interno della chiesa venne restaurato a spese di Lorenzo Corsini, come testimoniava un'iscrizione posta dietro l'altare e oggi andata perduta, e inoltre, venne costruito un nuovo altare da don Valentino Taccagni di San Gimignano.
Dopo la soppressione dell'Ordine di Malta nel 1799, nel 1817 i beni della Magione vennero incamerati dalle Regie Possessioni nel 1817 mentre la chiesa fu venduta dai Corsini nel 1866, ma si tennero l'usufrutto dei terreni. Il complesso era stato trasformato in una semplice casa colonica che era soggetta alle continue alluvioni del torrente Staggia; ciò portò la chiesa ad essere sconsacrata nel 1822.
Alcuni interventi di restauro vennero fatti nel 1942 e nel 1969. Nel 1979 tutto il complesso venne acquistato da Marcello Alberto Cristofani (al cui cognome ha affisso, per l'appunto, "della Magione") che nel 1981 ne iniziò il restauro; il restauro è stato condotto sotto la supervisione della Soprintendenza ai Monumenti di Siena.
Dopo i restauri, la chiesa è stata benedetta dall'arcivescovo di Siena, Mario Jsmaele Castellano, il 16 ottobre 1982 e riconsacrata al culto il 19 settembre 1987 dal vescovo ausiliare Fernando Charrier. Vi si celebra la messa tridentina secondo il messale romano di papa san Giovanni XXIII e cantata in canto gregoriano. Sono cantati in canto gregoriano anche i vespri.
Vi è concessa l'indulgenza plenaria
Oggi il complesso è sede della Milizia del Tempio, un ordine laicale, di tradizione monastico-cavalleresca, riconosciuto dallo Stato e dalla Chiesa cattolica.

## Descrizione
La chiesa è inserita nel complesso fortificato della Magione e consiste in un'aula rettangolare coperta con tetto a due spioventi e conclusa da un'abside. Tutto l'edificio è frutto di un'unica fase costruttiva di epoca romanica e presenta un paramento murario in conci di travertino disposti a corsi orizzontali e paralleli.
I vari studiosi che si sono avvicinati allo studio di questo edificio lo hanno datato tra la fine dell'XI secolo e la prima metà del XIII.

### Esterno

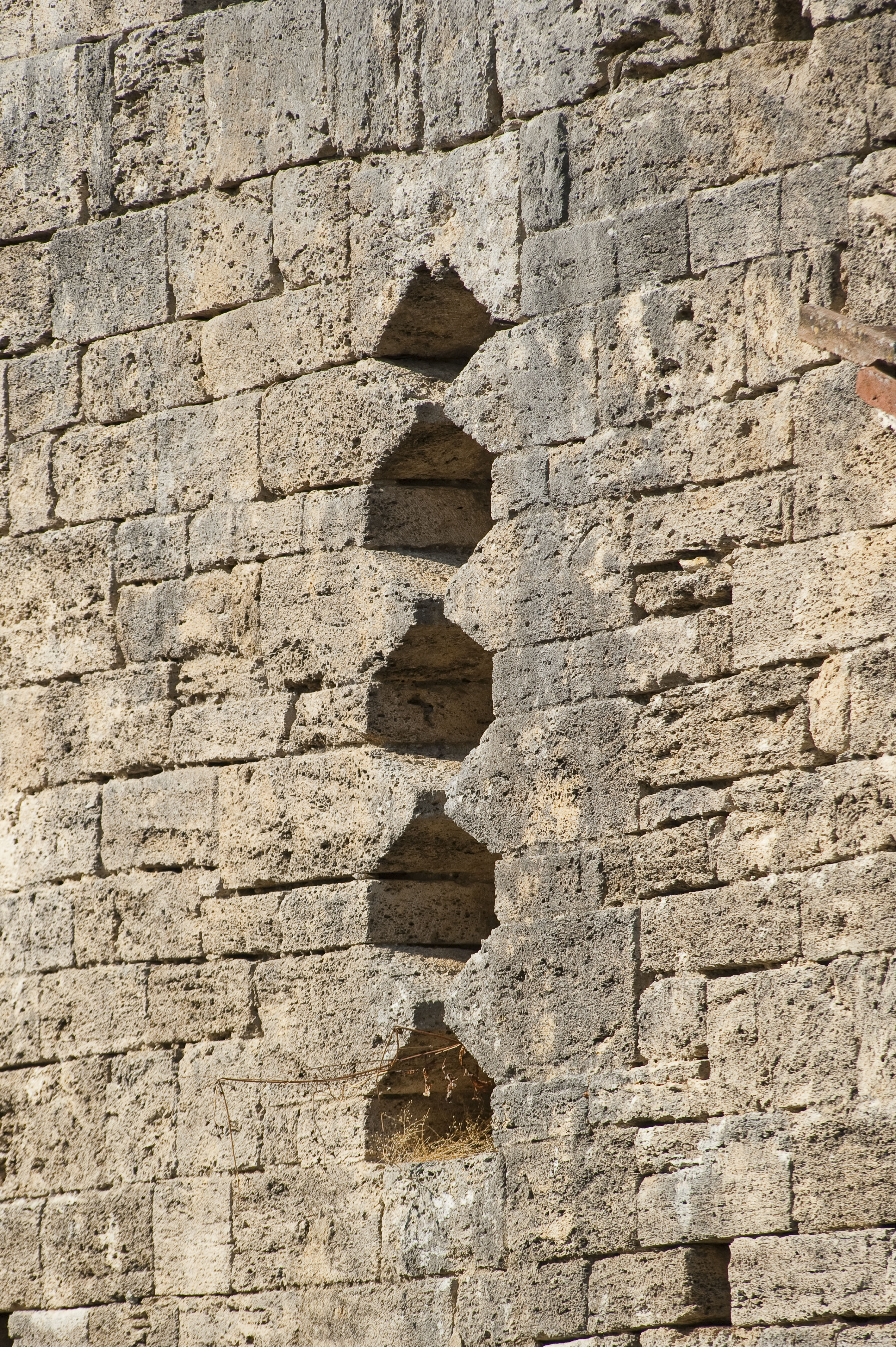
La monofora in facciata

La facciata è a capanna e in origine era conclusa da un campanile biforo a vela posto sulla cuspide e di cui oggi rimangono solo le basi delle colonne; questo schema della facciata è simile a quello della pieve di Scola e della chiesa di San Michele Arcangelo a Empoli vecchio.
Nella parte inferiore della facciata si trova il portale architravato; è privo della lunetta ed è dotato di arco crescente. La decorazione dei piedritti è estremamente semplice e consiste in una semplice modanatura a tondini alle estremità; nella mensola di destra si trova scolpita una croce a Tau, il simbolo del pellegrinaggio. Nella zona compresa tra il portale e la cuspide si trova un'apertura singolare. Si tratta di una monofora a denti che non ha eguali. Assomiglia alla feritoia a clessidra presente nella canonica di Rèncine ma anche all'arcone terminale della chiesa di San Pietro a Tuscania.
La fiancata meridionale è aperta da un portale simile a quello in facciata ma dall'estradosso più acuto e dalla presenza della lunetta ricassata poggiante su un massiccio architrave. Questo portale era riservato all'ingresso del popolo e sulla sua destra si trova una monofora a doppia strombatura con archivolto monolitico a incasso. La fiancata settentrionale presenta anch'essa una monofora simile a quella dell'altro lato e anche qui è presente un portale architravato riservato all'ingresso dei cavalieri nel presbiterio.
La zona della tribuna è aperta da un oculo di dimensioni ridotte inserito tra due pietre di arenaria gialla su cui sono scolpiti i simboli della luna e del sole. L'abside semicircolare è coronata da una cornice concava poggiante su archetti monolitici sostenuti da dodici mensoline scolpite con varie figure tra cui un busto di orante, testine antropomorfe, teste di toro e di ariete e simboli araldici.

### Interno

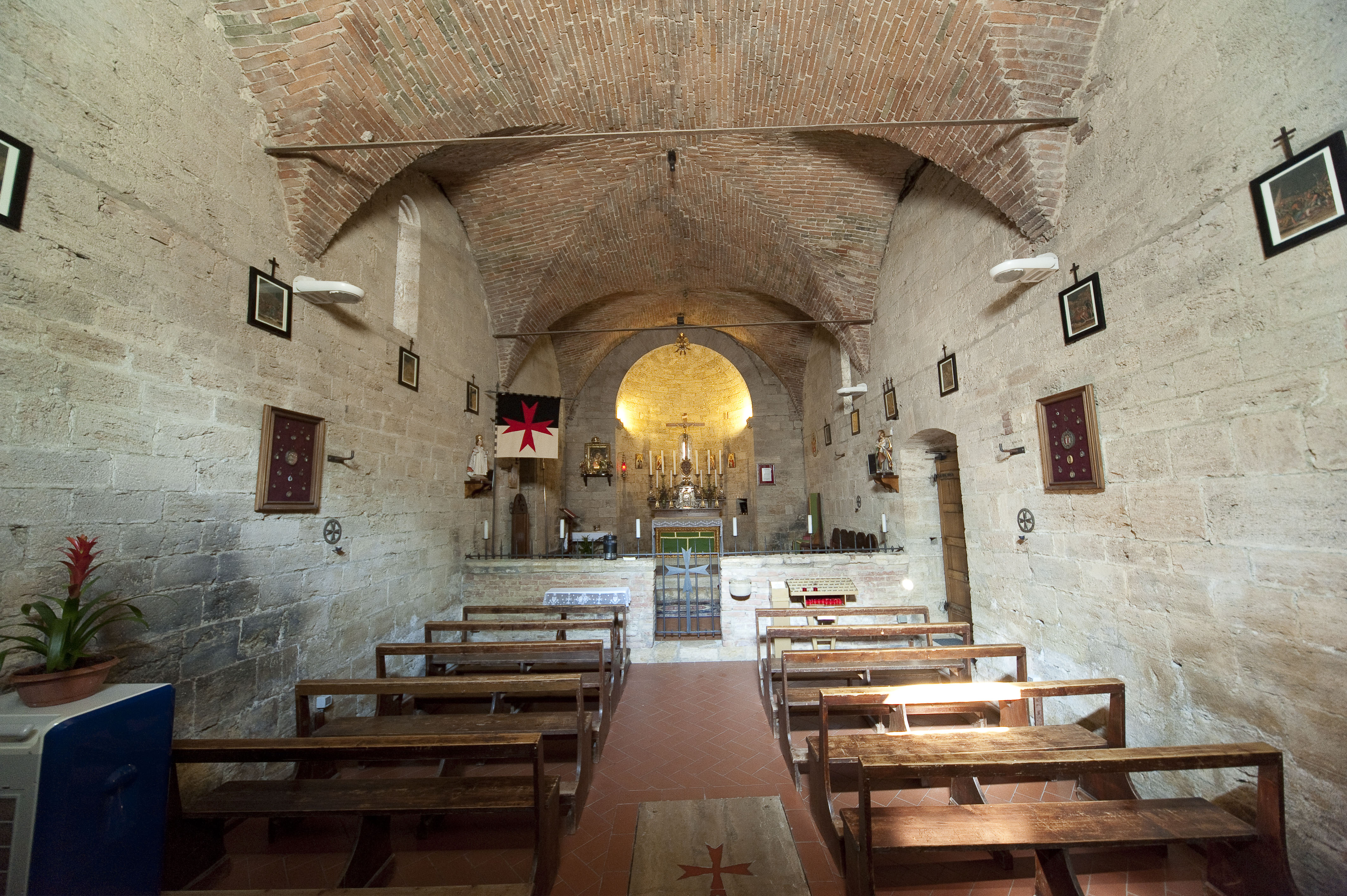
Interno

All'interno, la chiesa presenta un'unica navata terminante con un'abside semicircolare di sezione minore. La copertura dell'aula è a volta e tale intervento risale al XVIII secolo ma in origine doveva essere a capriate lignee a vista. Sulle pareti della navata si trovano le stazioni della Via Crucis.
L'ultima parte della navata e l'abside sono occupati dal presbiterio, leggermente rialzato rispetto al resto della chiesa e delimitato da una semplice balaustra composta da un basso muretto in muratura. L'abside presenta un'unica monofora strombata in posizione centrale; si innesta nel muro fondale della navata con un arco a tutto sesto poggiante su due mensole modanate a tondini. Al centro si trova l'altare, in travertino, con alzata lignea arricchita dal tabernacolo e dal crocifisso ligneo scolpito.
Nella chiesa, si trova un pregevole armonium costruito nei primi anni del XX secolo dalla ditta Bozzetta & C. Lo strumento è situato a ridosso della controfacciata ed ha due tastiere e pedaliera radiale.